# Molaodi Tlhalefang
Molaodi Tlhalefang (ur. 7 lipca 1997 w Francistown) – botswański piłkarz grający na pozycji napastnika w klubie Gaborone United.

## Kariera klubowa

### Eleven Angels FC
Tlhalefang grał w Eleven Angels FC do 2017 roku.

### Black Forest FC
Tlhalefang występował w Black Forest FC w sezonie 2017/2018. Zdobył dla nich 11 bramek.

### Orapa United FC
Tlhalefang przeniósł się do Orapa United FC na sezon 2018/2019.

### Miscellaneous SC Serowe
Tlhalefang przeszedł do Miscellaneous SC Serowe 1 lipca 2019.

### Security Systems FC
Tlhalefang trafił do Security Systems FC 1 sierpnia 2022. Strzelił dla nich 7 bramek.

### Gaborone United
Tlhalefang został zawodnikiem Gaborone United 13 września 2023.

## Kariera reprezentacyjna

### Botswana
Tlhalefang zadebiutował w reprezentacji Botswany 30 września 2019 w meczu z Liberią (0:0). Pierwszą bramkę zdobył 16 listopada 2023 w przegranym 2:3 spotkaniu przeciwko Mozambikowi.
| Mecze i gole w reprezentacji | Mecze i gole w reprezentacji | Mecze i gole w reprezentacji | Mecze i gole w reprezentacji | Mecze i gole w reprezentacji | Mecze i gole w reprezentacji | Mecze i gole w reprezentacji | Mecze i gole w reprezentacji              |
| Botswana                     | Botswana                     | Botswana                     | Botswana                     | Botswana                     | Botswana                     | Botswana                     | Botswana                                  |
| Lp.                          | Data                         | Miejsce                      | Gospodarz                    | Gość                         | Wynik                        | Gol                          | Rozgrywki                                 |
| ---------------------------- | ---------------------------- | ---------------------------- | ---------------------------- | ---------------------------- | ---------------------------- | ---------------------------- | ----------------------------------------- |
| 1.                           | 30.09.2019                   | Gaborone                     | Botswana                     | Liberia                      | 0:0                          |                              | Mecz towarzyski                           |
| 2.                           | 17.06.2023                   | Francistown                  | Botswana                     | Libia                        | 1:0                          |                              | Puchar Narodów Afryki 2023 – kwalifikacje |
| 3.                           | 05.07.2023                   | Umlazi                       | Eswatini                     | Botswana                     | 0:1                          |                              | Puchar COSAFA 2023                        |
| 4.                           | 08.07.2023                   | Umlazi                       | Południowa Afryka            | Botswana                     | 2:1                          |                              | Puchar COSAFA 2023                        |
| 5.                           | 11.07.2023                   | Durban                       | Namibia                      | Botswana                     | 0:0                          |                              | Puchar COSAFA 2023                        |
| 6.                           | 16.11.2023                   | Francistown                  | Botswana                     | Mozambik                     | 2:3                          | Gol                          | Mistrzostwa Świata 2026 – eliminacje      |
| 7.                           | 21.11.2023                   | Francistown                  | Botswana                     | Gwinea                       | 1:0                          |                              | Mistrzostwa Świata 2026 – eliminacje      |